# Strohauser Vorländer und Plate
Strohauser Vorländer und Plate ist der Name eines Naturschutzgebietes in der niedersächsischen Gemeinde Stadland und der Stadt Brake im Landkreis Wesermarsch.

## Allgemeines
Das Naturschutzgebiet mit dem Kennzeichen NSG WE 260 ist 1.152 Hektar groß. Es ist vollständig Bestandteil des EU-Vogelschutzgebietes „Unterweser“. Etwas mehr als die Hälfte der Fläche ist weiterhin Bestandteil des FFH-Gebietes „Untere Weser mit Strohauser Plate und Juliusplate“. Das Gebiet steht seit dem 13. Dezember 2007 unter Naturschutz. Zuständige untere Naturschutzbehörde ist der Landkreis Wesermarsch.

## Beschreibung
Das Schutzgebiet liegt zwischen Nordenham und Brake vor Rodenkirchen. Es umfasst das Deichvorland am linken Weserufer zwischen dem Butjadinger Zu- und Entwässerungskanal am Kernkraftwerk Unterweser und der Landesstraße 889 als Zufahrt für die Fähre Brake–Sandstedt, der Schweiburg, einem Nebenarm der Weser, mit den Sielen und der etwa 470 Hektar großen Weserinsel Strohauser Plate.

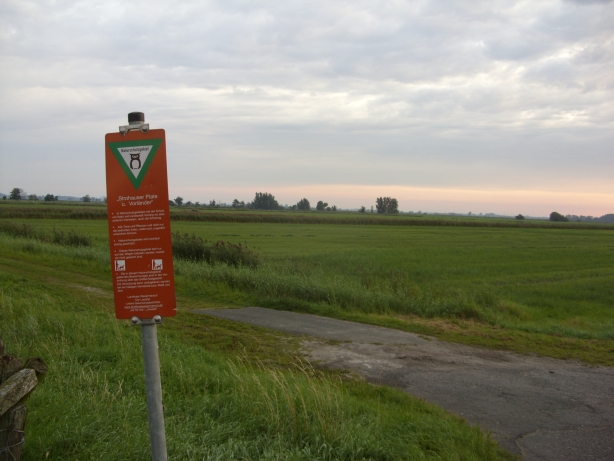
Naturschutzgebiet „Strohauser Vorländer und Plate“

Das Naturschutzgebiet ist vollständig tidebeeinflusst. Es ist geprägt von extensiv genutztem Grünland, Auwaldresten und ausgedehnten Röhrichten aus Schilfrohr und Rohrkolben sowie Flusswatten. Auf der Strohauser Plate entfallen etwa 220 Hektar auf Grünland, von dem rund 197 Hektar im Schutz von Sommerdeichen liegt, sowie 230 Hektar auf Röhricht. Das Naturschutzgebiet dient insbesondere dem Schutz verschiedener Vogelarten. So sind im Naturschutzgebiet Rohrweihe, Wachtelkönig, Blaukehlchen, Braunkehlchen, Rohrammer, Teichrohrsänger, Schilfrohrsänger, Sumpfrohrsänger, Zilpzalp, Fitis, Rohrschwirl, Dorngrasmücke, Kiebitz, Rotschenkel, Uferschnepfe, Austernfischer, Kuckuck, Feldlerche und Schafstelze heimisch. Die Gräben im Grünland bieten verschiedenen Enten, darunter Löffel- und Reiherenten, einen geeigneten Lebensraum. Weiterhin sind die Gewässer Lebensraum für Finte, Meer- und Flussneunauge und Jagdrevier der Teichfledermaus. In den Gräben siedeln unter anderem Schwanenblume und Pfeilkraut.
Das Naturschutzgebiet wird u. a. von Weißstorch, Rohrdommel und Großem Brachvogel zur Nahrungssuche aufgesucht.
Die Zahl der brütenden Wiesenvögel war zwischen 1990 und 2014 rückläufig. So sank die Zahl der brütenden Kiebitze von 85 auf 28 Paare, die der Uferschnepfen von 80 auf 9 Paare und die der Rotschenkel von 40 auf 7. Der Mellumrat, der das Gebiet von 1990 bis Ende 2014 betreute, gibt als Grund für den Rückgang der Vögel die zu geringe Vernässung der Böden an.